# Открытый чемпионат Австралии по теннису 2023
О турнирах в одиночных разрядах см.: мужчины, женщины
Открытый чемпионат Австралии 2023 (англ. 2023 Australian Open) — 111-й розыгрыш ежегодного профессионального теннисного турнира серии Большого шлема, проводящегося в австралийском городе Мельбурн на кортах спортивного комплекса «Мельбурн-Парк». Традиционно будут выявлены победители соревнований в пяти разрядах у взрослых: в двух одиночных и трёх парных.
Матчи квалификации прошли с 8 по 12 января 2023 года. Матчи основных сеток Открытого чемпионата Австралии 2023 прошли с 16 по 29 января. Соревнование традиционно открывает сезон турниров серии Большого шлема в рамках календарного года. Как и в предыдущие годы, главным спонсором турнира является Kia. Призовой фонд турнира составил 76 500 000 $.

## Победители

### Взрослые

#### Мужчины. Одиночный разряд
Новак Джокович —  Стефанос Циципас — 6-3 7-6(7-4) 7-6(7-5)
- Джокович 10-й раз сыграл в финале Открытого чемпионата Австралии и 10-й раз победил
- 33-й финал турниров Большого шлема для Джоковича (22 победы — 11 поражений). Джокович догнал рекордсмена по количеству побед на турнирах Большого шлема Рафаэля Надаля
- Впервые в истории в финальном матче один теннисист выиграл два тай-брейка
- Второй финал турнира Большого шлема для Циципаса и второе поражение

#### Женщины. Одиночный разряд
Арина Соболенко —  Елена Рыбакина — 4-6 6-3 6-4
- Соболенко впервые играла в финале турнира Большого шлема в одиночном разряде
- Гражданка Беларуси выиграла турнир Большого шлема в одиночном разряде впервые с 2013 года, когда в Австралии победила Виктория Азаренко
- Чемпионка сумела победить в финале, уступив первый сет, второй раз за последние 10 турниров.
- Рыбакина второй раз играла в финале турнира Большого шлема и первый раз проиграла

#### Мужчины. Парный разряд
Ринки Хидзиката /  Джейсон Кублер —  Юго Нис /  Ян Зелиньский — 6-4 7-6(7-4)
- Все 4 финалиста впервые играли в финале турнира Большого шлема
- Полностью австралийская пара второй раз подряд победила на Открытом чемпионате Австралии, чего ранее не удавалось хозяевам с 1997 года
- Хидзиката второй раз в карьере играл на турнире Большого шлема в парном разряде, а Кублер — третий.
- В третьем круге Хидзиката и Кублер отыграли матчбол.
- Юго Нис стал первым в истории теннисистом из Монако, дошедшим до полуфинала и финала турнира Большого шлема

#### Женщины. Парный разряд
Барбора Крейчикова /  Катерина Синякова —  Сюко Аояма /  Эна Сибахара — 6-4 6-3
- Крейчикова и Синякова третий раз подряд играли в финале Открытого чемпионата Австралии и второй раз подряд победили
- 8-й совместный финал турнира Большого шлема для Крейчиковой и Синяковой (7 побед — 1 поражение)
- Полностью японская пара впервые играла в финале женского парного разряда на Открытом чемпионате Австралии

#### Смешанный парный разряд
Луиза Стефани /  Рафаэл Матос —  Саня Мирза /  Рохан Бопанна — 7-6(7-2) 6-2
- Полностью бразильская пара впервые в истории победила на Открытом чемпионате Австралии
- Мирза пятый раз играла в финале микста в Австралии (1 победа — 4 поражения)
- 8-й финал микста на турнирах Большого шлема для Мирзы (3 победы — 5 поражений)
- 3-й финал микста на турнирах Большого шлема для Бопанны (1 победа — 2 поражения)

## Общая информация

### Рейтинговые очки

#### Взрослые
Ниже представлено распределение рейтинговых очков теннисистов на серии турниров Большого шлема.
| Разряд / стадия   | Титул | Финал | 1/2 финала | 1/4 финала | 1/8 финала | 1/16 финала | 1/32 финала | 1/64 финала | Победа в квалификации | Финал квалификации | Второй круг квалификации | Первый круг квалификации |
| Мужской одиночный | 2000  | 1200  | 720        | 360        | 180        | 90          | 45          | 10          | 25                    | 16                 | 8                        | 0                        |
| Мужской парный    | 2000  | 1200  | 720        | 360        | 180        | 90          | 0           | н/д         | н/д                   | н/д                | н/д                      | н/д                      |
| Женский одиночный | 2000  | 1300  | 780        | 430        | 240        | 130         | 70          | 10          | 40                    | 30                 | 20                       | 2                        |
| Женский парный    | 2000  | 1300  | 780        | 430        | 240        | 130         | 10          | н/д         | н/д                   | н/д                | н/д                      | н/д                      |

### Призовые деньги
| Раунд              | Победа      | Финал       | Полуфинал | Четвертьфинал | Четвёртый круг | Третий круг | Второй круг | Первый круг | Квалификация 3 | Квалификация 2 | Квалификация 1 |
| Одиночный          | A$2,975,000 | A$1,625,000 | A$925,000 | A$555,250     | A$338,250      | A$227,925   | A$158,850   | A$106,250   | A$55,150       | A$36,575       | A$26,000       |
| Парный             | A$695,000   | A$370,000   | A$210,000 | A$116,500     | A$67,250       | A$46,500    | A$30,975    | N/A         | N/A            | N/A            | N/A            |
| Смешанные пары     | A$157,750   | A$89,450    | A$47,500  | A$25,250      | A$12,650       | A$6,600     | N/A         | N/A         | N/A            | N/A            | N/A            |
| Wheelchair singles | A$          | A$          | A$        | A$            | N/A            | N/A         | N/A         | N/A         | N/A            | N/A            | N/A            |
| Wheelchair doubles | A$          | A$          | A$        | N/A           | N/A            | N/A         | N/A         | N/A         | N/A            | N/A            | N/A            |
| Quad singles       | A$          | A$          | A$        | N/A           | N/A            | N/A         | N/A         | N/A         | N/A            | N/A            | N/A            |
| Quad doubles       | A$          | A$          | N/A       | N/A           | N/A            | N/A         | N/A         | N/A         | N/A            | N/A            | N/A            |